# Юнацька ліга УЄФА 2022—2023
Юнацька ліга УЄФА 2022—2023 — восьмий розіграш Юнацької ліги УЄФА, клубного футбольного турніру серед юнацьких команд європейських клубів, проведеного УЄФА. Вперше титул здобув АЗ.

## Формат
Формат турніру передбачає дві групи команд, які змагаються окремо одне від одного до стикових матчів.
Шлях Ліги чемпіонів УЄФА: 32 юнацькі команди клубів, що беруть участь у Лізі чемпіонів УЄФА збережуть формат і розклад матчів групового етапу, які відповідають груповому етапу Ліги чемпіонів УЄФА. Переможці груп пройдуть в 1/8 фіналу, а команди, що посядуть другі місця, пройдуть в стикові матчі.
Шлях національних чемпіонів: 32 переможці національних юнацьких турнірів проведуть два раунди двохматчевих протистоянь, а вісім переможців пройдуть в стикові матчі.
- У стикових матчах переможці національних юнацьких турнірів зіграють один матч вдома проти команд, що посіли другі місця в групі Шляху Ліги чемпіонів УЄФА.
- В 1/8 фіналу переможці груп Шляху Ліги чемпіонів УЄФА зіграють один матч проти переможців стикових матчів (господарі матчів будуть визначені жеребкуванням).
- У чвертьфіналі, півфіналі та фіналі команди зіграють один з одним по одному матчу (господарі чвертьфінальних матчів будуть визначені жеребкуванням, півфінал і фінал буде проведено на нейтральному стадіоні).

## Команди
Всього в турнірі беруть участь 64 команди:
- Юнацькі команди 32 клубів, що беруть участь у груповому етапі Ліги чемпіонів УЄФА 2022—2023 беруть участь у Шляху Ліги чемпіонів УЄФА.
- Переможці національних юнацьких турнірів 32 найкращих асоціацій у відповідності з їх рейтингом беруть участь в Шляху національних чемпіонів (Асоціації, які не мають переможця національного юнацького турніру і національного чемпіона, який вже потрапив в Шлях Ліги чемпіонів УЄФА, будуть замінені наступною асоціацією в рейтингу УЄФА).

## Розклад матчів і жеребкувань
Розклад турніру є наступним (всі жеребкування проводяться в штаб-квартирі УЄФА в Ньйоні, Швейцарія, якщо не зазначено інакше).
| Стадія                                 | Раунд         | Дата жеребкування | 1-й матч                                           | 2-й матч                                           |
| -------------------------------------- | ------------- | ----------------- | -------------------------------------------------- | -------------------------------------------------- |
| Груповий етап Шлях Ліги чемпіонів УЄФА | 1 тур         | 25 серпня 2022    | 6-7 вересня 2022                                   | 6-7 вересня 2022                                   |
| Груповий етап Шлях Ліги чемпіонів УЄФА | 2 тур         | 25 серпня 2022    | 13-14 вересня 2022                                 | 13-14 вересня 2022                                 |
| Груповий етап Шлях Ліги чемпіонів УЄФА | 3 тур         | 25 серпня 2022    | 4-5 жовтня 2022                                    | 4-5 жовтня 2022                                    |
| Груповий етап Шлях Ліги чемпіонів УЄФА | 4 тур         | 25 серпня 2022    | 11-12 жовтня 2022                                  | 11-12 жовтня 2022                                  |
| Груповий етап Шлях Ліги чемпіонів УЄФА | 5 тур         | 25 серпня 2022    | 25-26 жовтня 2022                                  | 25-26 жовтня 2022                                  |
| Груповий етап Шлях Ліги чемпіонів УЄФА | 6 тур         | 25 серпня 2022    | 1-2 листопада 2022                                 | 1-2 листопада 2022                                 |
| Шлях національних чемпіонів            | Перший раунд  | 31 серпня 2022    | 14 вересня 2022                                    | 5 жовтня 2022                                      |
| Шлях національних чемпіонів            | Другий раунд  | 31 серпня 2022    | 26 жовтня 2022                                     | 2 листопада 2022                                   |
| Плей-оф                                | Стикові матчі | 8 листопада 2022  | 7-8 лютого 2023                                    | 7-8 лютого 2023                                    |
| Плей-оф                                | 1/8 фіналу    | 13 лютого 2023    | 28 лютого - 1 березня 2023                         | 28 лютого - 1 березня 2023                         |
| Плей-оф                                | 1/4 фіналу    | 13 лютого 2023    | 14-15 березня 2023                                 | 14-15 березня 2023                                 |
| Плей-оф                                | 1/2 фіналу    | 13 лютого 2023    | 21 квітня 2023 на стадіоні «Стад де Женев», Женева | 21 квітня 2023 на стадіоні «Стад де Женев», Женева |
| Плей-оф                                | Фінал         | 13 лютого 2023    | 24 квітня 2023 на стадіоні «Стад де Женев», Женева | 24 квітня 2023 на стадіоні «Стад де Женев», Женева |

## Груповий етап
У кожній групі команди грають одна з одною по 2 матчі: вдома та на виїзді (по круговій системі). Команди, що посіли перше місце, виходять у 1/8 фіналу. Команди, що посіли другі місця, виходять у стикові матчі, де до них приєднаються 8 переможців шляху національних чемпіонів.

### Група A
| Поз | Команда   | І | В | Н | П | ГЗ | ГП | РГ  | О  | Кваліфікація       |     | ЛІВ | АЯК | РЕЙ | НАП |
| --- | --------- | - | - | - | - | -- | -- | --- | -- | ------------------ | --- | --- | --- | --- | --- |
| 1   | Ліверпуль | 6 | 5 | 0 | 1 | 20 | 8  | +12 | 15 | Вихід в 1/8 фіналу |     | —   | 4–0 | 4–1 | 5–0 |
| 2   | Аякс      | 6 | 4 | 1 | 1 | 17 | 10 | +7  | 13 | Стикові матчі      |     | 3–1 | —   | 2–1 | 5–1 |
| 3   | Рейнджерс | 6 | 2 | 0 | 4 | 13 | 20 | −7  | 6  |                    |     | 3–4 | 2–6 | —   | 3–2 |
| 4   | Наполі    | 6 | 0 | 1 | 5 | 7  | 19 | −12 | 1  |                    | 1–2 | 1–1 | 2–3 | —   |     |

### Група B
| Поз | Команда           | І | В | Н | П | ГЗ | ГП | РГ  | О  | Кваліфікація       |     | АТЛ | ПОР | БРЮ | БАЄ |
| --- | ----------------- | - | - | - | - | -- | -- | --- | -- | ------------------ | --- | --- | --- | --- | --- |
| 1   | Атлетіко (Мадрид) | 6 | 5 | 0 | 1 | 14 | 4  | +10 | 15 | Вихід в 1/8 фіналу |     | —   | 1–0 | 1–2 | 4–0 |
| 2   | Порту             | 6 | 4 | 0 | 2 | 11 | 7  | +4  | 12 | Стикові матчі      |     | 1–2 | —   | 2–1 | 3–1 |
| 3   | Брюгге            | 6 | 3 | 0 | 3 | 10 | 9  | +1  | 9  |                    |     | 1–3 | 1–2 | —   | 4–1 |
| 4   | Баєр 04           | 6 | 0 | 0 | 6 | 3  | 18 | −15 | 0  |                    | 0–3 | 1–3 | 0–1 | —   |     |

### Група C
| Поз | Команда            | І | В | Н | П | ГЗ | ГП | РГ  | О  | Кваліфікація       |     | БАР | ІНТ | БАВ | ВІК |
| --- | ------------------ | - | - | - | - | -- | -- | --- | -- | ------------------ | --- | --- | --- | --- | --- |
| 1   | Барселона          | 6 | 4 | 2 | 0 | 18 | 7  | +11 | 14 | Вихід в 1/8 фіналу |     | —   | 2–0 | 3–2 | 3–0 |
| 2   | Інтер              | 6 | 2 | 1 | 3 | 10 | 14 | −4  | 7  | Стикові матчі      |     | 1–6 | —   | 2–2 | 4–2 |
| 3   | Баварія            | 6 | 1 | 3 | 2 | 13 | 13 | 0   | 6  |                    |     | 3–3 | 2–0 | —   | 1–2 |
| 4   | Вікторія (Пльзень) | 6 | 1 | 2 | 3 | 8  | 15 | −7  | 5  |                    | 1–1 | 0–3 | 3–3 | —   |     |

### Група D
| Поз | Команда            | І | В | Н | П | ГЗ | ГП | РГ  | О  | Кваліфікація       |     | СПО | АЙН | ТОТ | МАР |
| --- | ------------------ | - | - | - | - | -- | -- | --- | -- | ------------------ | --- | --- | --- | --- | --- |
| 1   | Спортінг (Лісабон) | 6 | 4 | 2 | 0 | 13 | 3  | +10 | 14 | Вихід в 1/8 фіналу |     | —   | 1–0 | 2–0 | 1–1 |
| 2   | Айнтрахт           | 6 | 3 | 2 | 1 | 9  | 6  | +3  | 11 | Стикові матчі      |     | 1–1 | —   | 1–0 | 2–0 |
| 3   | Тоттенгем Готспур  | 6 | 2 | 0 | 4 | 9  | 10 | −1  | 6  |                    |     | 1–2 | 2–3 | —   | 3–0 |
| 4   | Марсель            | 6 | 0 | 2 | 4 | 6  | 18 | −12 | 2  |                    | 0–6 | 2–2 | 2–3 | —   |     |

### Група E
| Поз | Команда         | І | В | Н | П | ГЗ | ГП | РГ | О  | Кваліфікація       |     | МІЛ | РБУ | ДИН | ЧЕЛ |
| --- | --------------- | - | - | - | - | -- | -- | -- | -- | ------------------ | --- | --- | --- | --- | --- |
| 1   | Мілан           | 6 | 4 | 2 | 0 | 12 | 5  | +7 | 14 | Вихід в 1/8 фіналу |     | —   | 2–1 | 3–0 | 3–1 |
| 2   | Ред Булл        | 6 | 2 | 2 | 2 | 11 | 7  | +4 | 8  | Стикові матчі      |     | 1–1 | —   | 2–0 | 5–1 |
| 3   | Динамо (Загреб) | 6 | 2 | 0 | 4 | 7  | 14 | −7 | 6  |                    |     | 1–2 | 2–1 | —   | 4–2 |
| 4   | Челсі           | 6 | 1 | 2 | 3 | 10 | 14 | −4 | 5  |                    | 1–1 | 1–1 | 4–0 | —   |     |

### Група F
| Поз | Команда     | І | В | Н | П | ГЗ | ГП | РГ  | О  | Кваліфікація       |     | РЕА | ШАХ | ЛЕЙ | СЕЛ |
| --- | ----------- | - | - | - | - | -- | -- | --- | -- | ------------------ | --- | --- | --- | --- | --- |
| 1   | Реал Мадрид | 6 | 5 | 1 | 0 | 23 | 5  | +18 | 16 | Вихід в 1/8 фіналу |     | —   | 6–1 | 1–1 | 4–1 |
| 2   | Шахтар      | 6 | 3 | 1 | 2 | 6  | 10 | −4  | 10 | Стикові матчі      |     | 0–3 | —   | 0–0 | 2–1 |
| 3   | РБ Лейпциг  | 6 | 1 | 2 | 3 | 6  | 8  | −2  | 5  |                    |     | 2–3 | 0–2 | —   | 1–2 |
| 4   | Селтік      | 6 | 1 | 0 | 5 | 4  | 16 | −12 | 3  |                    | 0–6 | 0–1 | 0–2 | —   |     |

### Група G
| Поз | Команда             | І | В | Н | П | ГЗ | ГП | РГ | О  | Кваліфікація       |     | МСІ | БОР | КОП | СЕВ |
| --- | ------------------- | - | - | - | - | -- | -- | -- | -- | ------------------ | --- | --- | --- | --- | --- |
| 1   | Манчестер Сіті      | 6 | 4 | 2 | 0 | 16 | 8  | +8 | 14 | Вихід в 1/8 фіналу |     | —   | 3–2 | 1–1 | 1–0 |
| 2   | Боруссія (Дортмунд) | 6 | 2 | 2 | 2 | 9  | 9  | 0  | 8  | Стикові матчі      |     | 3–3 | —   | 0–2 | 2–0 |
| 3   | Копенгаген          | 6 | 2 | 1 | 3 | 9  | 8  | +1 | 7  |                    |     | 1–3 | 0–1 | —   | 4–1 |
| 4   | Севілья             | 6 | 1 | 1 | 4 | 5  | 14 | −9 | 4  |                    | 1–5 | 1–1 | 2–1 | —   |     |

### Група H
| Поз | Команда         | І | В | Н | П | ГЗ | ГП | РГ  | О  | Кваліфікація       |     | ПСЖ | ЮВЕ | БЕН | МАК |
| --- | --------------- | - | - | - | - | -- | -- | --- | -- | ------------------ | --- | --- | --- | --- | --- |
| 1   | Парі Сен-Жермен | 6 | 4 | 1 | 1 | 20 | 11 | +9  | 13 | Вихід в 1/8 фіналу |     | —   | 5–3 | 2–3 | 3–1 |
| 2   | Ювентус         | 6 | 3 | 2 | 1 | 17 | 14 | +3  | 11 | Стикові матчі      |     | 4–4 | —   | 1–1 | –1  |
| 3   | Бенфіка         | 6 | 2 | 1 | 3 | 12 | 10 | +2  | 7  |                    |     | 0–1 | 2–3 | —   | 0–1 |
| 4   | Маккабі (Хайфа) | 6 | 1 | 0 | 5 | 6  | 20 | −14 | 3  |                    | 0–5 | 1–3 | 2–6 | —   |     |

## Шлях національних чемпіонів
В Шляху національних чемпіонів 32 команди проводять два раунди двохматчевих протистоянь з матчами вдома і в гостях. Жеребкування відбулося 31 серпня 2022 року.

### Перший раунд
| Команда 1                 | Заг.           | Команда 2        | 1-й матч | 2-й матч |
| ------------------------- | -------------- | ---------------- | -------- | -------- |
| 12 вересня/4 жовтня 2022  |                |                  |          |          |
| Хайдук                    | 5:1            | Габала           | 3:0      | 2:1      |
| 14 вересня/4 жовтня 2022  |                |                  |          |          |
| АЗ                        | 6:1            | Шемрок Роверс    | 5:0      | 1:1      |
| 14 вересня/5 жовтня 2022  |                |                  |          |          |
| Црвена Звезда             | 3:1            | Омонія           | 1:0      | 2:1      |
| Янг Бойз                  | 5:2            | Домжале          | 3:0      | 2:2      |
| Генк                      | 5:4            | Славія           | 1:2      | 4:2      |
| Нант                      | 5:0            | Пюнік            | 2:0      | 3:0      |
| АІК                       | 8:2            | Расінг           | 5:0      | 3:2      |
| Молде                     | 2:2 (пен. 4:5) | Гіберніан        | 1:0      | 1:2      |
| МТК                       | 4:0            | Єлгава           | 3:0      | 1:0      |
| Жальгіріс                 | 2:5            | Тренчин          | 2:1      | 0:4      |
| Рух                       | 1:0            | Заглембє (Любін) | 1:0      | 0:0      |
| Панатінаїкос              | 10:2           | Славія           | 8:0      | 2:2      |
| М'єркуря-Чук              | 1:5            | Галатасарай      | 1:1      | 0:4      |
| 14 вересня/12 жовтня 2022 |                |                  |          |          |
| Ашдод                     | 5:0            | Борац            | 2:0      | 3:0      |
| 15 вересня/5 жовтня 2022  |                |                  |          |          |
| Астана                    | 2:4            | Аполонія         | 1:1      | 1:3      |
| 28 вересня/5 жовтня 2022  |                |                  |          |          |
| Колрейн                   | 5:4            | Побєда           | 3:2      | 2:2      |

### Другий раунд
| Команда 1                  | Заг.           | Команда 2     | 1-й матч | 2-й матч |
| -------------------------- | -------------- | ------------- | -------- | -------- |
| 25 жовтня/1 листопада 2022 |                |               |          |          |
| АЗ                         | 3:3 (пен. 4:3) | Црвена Звезда | 2:2      | 1:1      |
| 26 жовтня/2 листопада 2022 |                |               |          |          |
| Гіберніан                  | 3:1            | Нант          | 1:0      | 2:1      |
| Янг Бойз                   | 3:3 (пен. 9:8) | АІК           | 0:0      | 3:0      |
| Колрейн                    | 1:10           | Генк          | 0:4      | 1:6      |
| Панатінаїкос               | 6:3            | Тренчин       | 2:0      | 4:3      |
| Аполонія                   | 1:6            | Хайдук        | 0:3      | 1:3      |
| Галатасарай                | 2:6            | Рух           | 1:3      | 1:3      |
| Ашдод                      | 1:2            | МТК           | 0:2      | 1:0      |

## Стикові матчі
У стикових матчах 16 команд діляться на вісім пар, у яких грають по одному матчу. Жеребкування було проведено 8 листопада 2022 року. Вісім переможців другого раунду Шляху національних чемпіонів зіграють вдома з командами, що зайняли другі місця в групах Шляху Ліги чемпіонів УЄФА. Команди з однієї асоціації не можуть зіграти одна з одною.
У разі, якщо після основного часу рахунок рівний, переможець визначається в серії пенальті (додатковий час не грається).
| Команда 1     | Рахунок        | Команда 2           |
| ------------- | -------------- | ------------------- |
| 7 лютого 2023 |                |                     |
| Янг Бойз      | 2:3            | Ред Булл            |
| Гіберніан     | 1:2            | Боруссія (Дортмунд) |
| 8 лютого 2023 |                |                     |
| АЗ            | 5:0            | Айнтрахт            |
| Рух           | 1:1 (пен. 4:3) | Інтернаціонале      |
| Хайдук        | 1:0            | Шахтар              |
| МТК           | 0:1            | Аякс                |
| Панатінаїкос  | 0:1            | Порту               |
| Генк          | 0:0 (пен. 4:3) | Ювентус             |

## Плей-оф
16 команд у турнірі на вибування, у кожній парі було зіграно по одному матчу. Механізм жеребкувань для кожного раунду наступний:
- У жеребкуванні 1/8 фіналу вісім переможців груп Шляху Ліги чемпіонів УЄФА зіграють проти восьми переможців стикових матчів. Команди з однієї групи Шляху Ліги чемпіонів УЄФА не можуть зіграти один з одним, але команди з однієї асоціації можуть зіграти один з одним. Жеребкування також визначить господарів кожного з матчів 1/8 фіналу.
- У жеребкуванні чвертьфіналів і наступних раундів немає посіву, і команди з однієї групи і однієї асоціації можуть зіграти один з одним. Жеребкування також визначає господаря кожного з чвертьфінальних матчів і номінальних «господарів» півфінальних матчів і фіналу (які проводяться на нейтральному полі).

У разі, якщо після основного часу рахунок рівний, переможець визначається в серії пенальті, (додатковий час не грається)

### 1/8 фіналу
| Команда 1           | Рахунок        | Команда 2       |
| ------------------- | -------------- | --------------- |
| 28 лютого 2023      |                |                 |
| Мілан               | 1:0            | Рух             |
| Боруссія (Дортмунд) | 1:1 (пен. 5:4) | Парі Сен-Жермен |
| Хайдук              | 2:1            | Манчестер Сіті  |
| 1 березня 2023      |                |                 |
| Барселона           | 0:3            | АЗ              |
| Ліверпуль           | 1:1 (пен. 6:5) | Порту           |
| Атлетіко            | 4:1            | Генк            |
| Спортінг (Лісабон)  | 5:1            | Аякс            |
| Реал Мадрид         | 3:1            | Ред Булл        |

### 1/4 фіналу
| Команда 1           | Рахунок        | Команда 2   |
| ------------------- | -------------- | ----------- |
| 14 березня 2023     |                |             |
| Мілан               | 2:0            | Атлетіко    |
| Спортінг (Лісабон)  | 1:0            | Ліверпуль   |
| 15 березня 2023     |                |             |
| АЗ                  | 4:0            | Реал Мадрид |
| Боруссія (Дортмунд) | 1:1 (пен. 8:9) | Хайдук      |

### 1/2 фіналу
| Команда 1          | Рахунок        | Команда 2 |
| ------------------ | -------------- | --------- |
| 21 квітня 2023     |                |           |
| Спортінг (Лісабон) | 2:2 (пен. 3:4) | АЗ        |
| Хайдук             | 3:1            | Мілан     |

## Фінал
| 24 квітня 2023 19:00 (EEST) |

| АЗ                                              | 5:0      | Хайдук |
| ----------------------------------------------- | -------- | ------ |
| Аддай 45' (пен.) Поку 70', 76' Мердінк 79', 87' | Протокол |        |

| Стад де Женев, Женева Глядачів: 9 390 Арбітр: Віллі Делажо |